# Alban Pengili

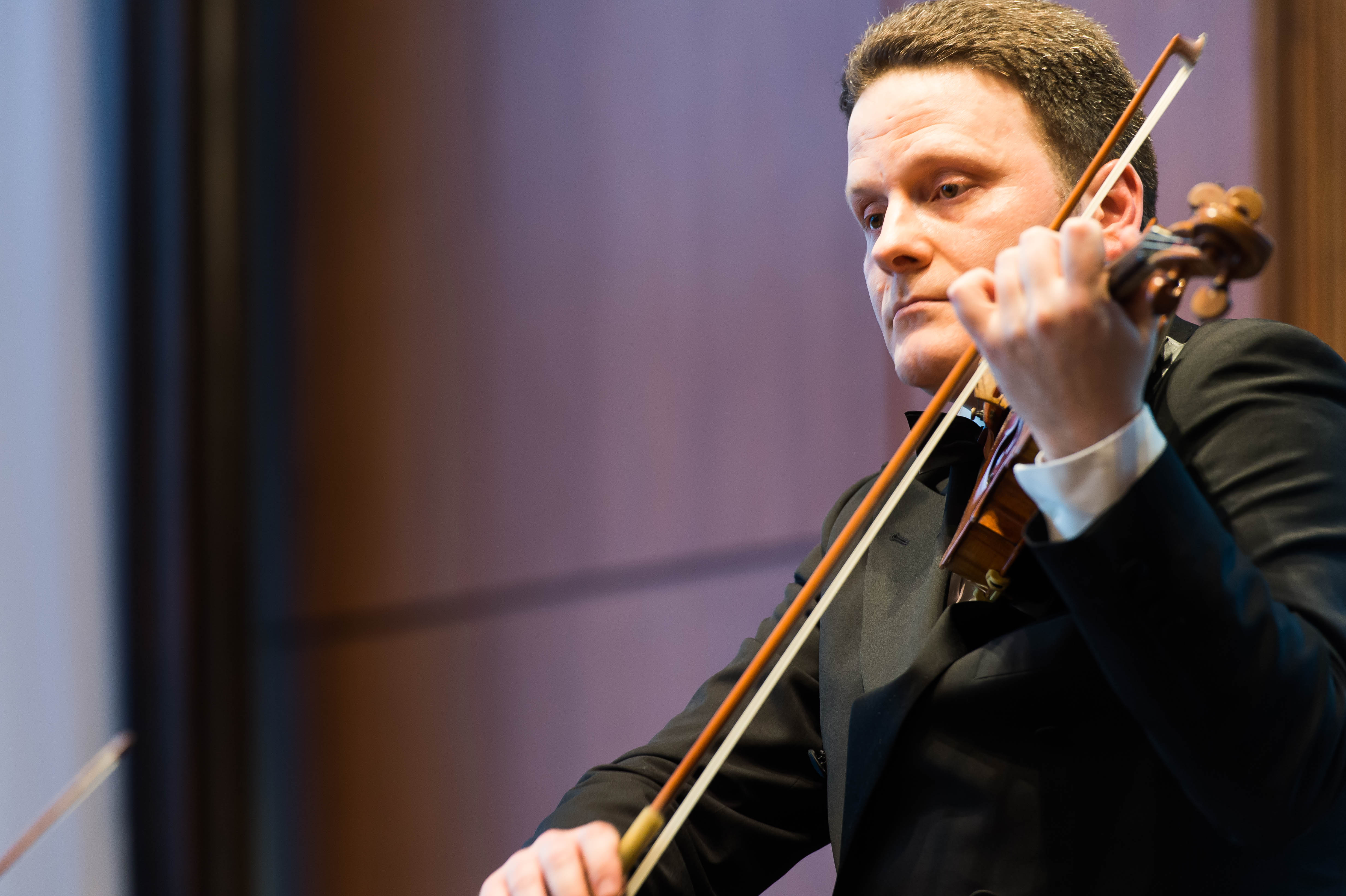
Alban Pengili

Alban Pengili (* um 1972 in Albanien) ist ein albanischer Violinist.

## Karriere
Seine erste Ausbildung erhielt er von 1986 bis 1991 in Tirana. Ab 1992 studierte er an der Folkwang Universität der Künste in Essen. Seine Studien schloss er 2000 mit dem Konzertexamen und 2008 mit dem Master in Kammermusik ab. Er konnte mehrere nationale Wettbewerbe in Tirana und internationale Wettbewerbe in Italien und Deutschland gewinnen. Ab 1983 konzertierte er mit verschiedenen Orchestern und Klavierbegleitern in ganz Europa und von 1997 bis 2001 auf Einladung der Music Society in Japan.
Seit 2011 ist er als Dozent für Violine und Orchester an den öffentlichen Musikschulen in Bottrop und Lüdinghausen tätig.
Er konzertiert landesweit sowohl als Solist als auch mit verschiedenen Musikern und Orchestern. Zum 100-jährigen Bestehen des albanischen Staates nahm er eine Jubiläums-CD auf.